# Clivinopsis
Clivinopsis is een geslacht van kevers uit de familie van de loopkevers (Carabidae). De wetenschappelijke naam van het geslacht is voor het eerst geldig gepubliceerd in 1895 door Bedel.

## Soorten
Het geslacht Clivinopsis omvat de volgende soorten:
- Clivinopsis bonifacei Bruneau De Mire, 1952
- Clivinopsis conicicollis (Reitter, 1909)
- Clivinopsis sriigifrons Fairmaire, 1874